# ダーク・ファンタジー
ダーク・ファンタジー（Dark fantasy）は、ファンタジー作品のジャンルの1つ。略してダクファンとも呼ばれる。
暗鬱な設定や作風を特徴とし、得体のしれないグロテスクな敵と戦い、肉体が切り裂かれ血液や体液が飛び散る描写、おびただしい死、希望のない未来などの要素を含んだ作品である。ただし、定義そのものが難しいとする意見もある。

## 歴史
今日、「ダーク・ファンタジー」に分類される作品は、14世紀に書かれた『ガウェイン卿と緑の騎士』などもあり、古くから存在する。1920年頃に活動したガートルード・バロウズ・ベネットは「ダーク・ファンタジーを発明した女性（the woman who invented dark fantasy）」と呼ばれる。「ダーク・ファンタジー」の語を用いたのはチャールズ・L・グラントとカール・エドワード・ワグナーだとされるが、2人の主張するスタイルには違いがある。ブライアン・ステイブルフォードはダーク・ファンタジーを「ファンタジーの標準的な形式に“ホラー・フィクションの要素を組み込む”ことを試みる物語のサブジャンル」として定義できると主張している。また、ステイブルフォードは主に現実世界を舞台とした超常的なホラーは現代ファンタジーであり、架空世界を舞台にしたものをダーク・ファンタジーと呼ぶべきであると主張している。
ダーク・ファンタジー作品が増えてきたのはいつ頃からかは、はっきりしない。1979年の映画『エイリアン』、1982年の映画『ブレードランナー』、1984年の映画『ターミネーター』、1988年のアニメ映画『AKIRA』といった1970年代後半から1980年代の「ダークな」SF映画が大きく影響を与えたのは無視できないであろう。
「社会の発展はよりよい世界を実現する」という旧来の概念が崩れ、未来に明るい展望が持てなくなった20世紀末には、こういった意識がSF映画を始めとした創作作品にも影響を与えていった。更には21世紀初頭の同時多発テロ事件によって、現実に日常の中ですら不条理な死が訪れるという恐怖は世界的に共通感覚となり、優美、典雅な空想世界としてのファンタジーのジャンルにも影響を与え、殺伐としたダークな世界が創作されるようになった。

## ダーク・ファンタジーの特徴
一般的なファンタジーおよび幻想小説とダーク・ファンタジーとの明確な線引きは難しく、作風によって出版社が判断してジャンル分けしたり、読者が独自に判断したり、作者がコメントなどで明確に打ち出したりするなど、様々である。
東京創元社を例に挙げると、同社レーベル内ではタニス・リーやジョナサン・キャロルの作品群などを「ダーク・ファンタジイ」ジャンルとして扱っている。なお、同社では「ファンタジイ」ジャンルを細分化して、「ファンタジイ」のほか「ダーク・ファンタジイ」「ヒロイック・ファンタジイ」「ユーモア・ファンタジイ」「ロマンティック・ファンタジイ」「異世界ファンタジイ」などに分類をしている。
他方、論創社の叢書「ダーク・ファンタジー・コレクション」では、ミステリー・SF・ホラーと幅広いジャンルを網羅したシリーズとなっている。
ハイ・ファンタジー、いわゆる異世界ファンタジーの分類としてのダーク・ファンタジーでは、ストーリー全体がシリアスなトーンで進行しているのが大きな特徴で、その中で人間の残酷な心理や内面をえぐった表現や、予定調和的なハッピーエンドを嫌った展開（バッドエンド方針）、過激な戦闘とグロテスクな描写、性描写などに特徴的な作品を指すことが多い。
異世界ファンタジーとしてのダークファンタジー作品では、トールキンの亜流作品や児童文学などで描かれる中世ヨーロッパ「風」世界のメルヘン・幻想的=非現実的なイメージに対するアンチテーゼとして、現実の醜汚を世界観に反映させており、史実に基づいた戦争とそれに伴う略奪、魔女狩りや拷問、飢饉や疫病、政治の腐敗といったガジェットがリアリズム（場合によってはある程度の誇張表現も含む）により生々しく描写されることもある。
一方、より広義のファンタジーとしての幻想文学の作品群でダーク・ファンタジーというラベリングをした場合、幻想と怪奇、ホラーの味付けの強い作品、ゴシック小説の流れを汲む作品などを指して呼ぶことが多い。現実世界に非現実の存在がクロスオーバーする現象、あるいはその体験を、恐怖として表現したもので、ハワード・フィリップス・ラヴクラフトやホルヘ・ルイス・ボルヘスらの作品に特徴的である。